# Carlos Marshall
Carlos Marshall Jr. (Memphis, Tennessee; 27 de abril de 1999) es un baloncestista estadounidense que pertenece a la plantilla del Elitzur Maccabi Netanya de la Ligat ha'Al israelí. Con 1,88 metros de estatura, juega en la posición de base.

## Trayectoria deportiva

### Universidad
Comenzó su andadura universitaria en el Community College de Southwest Tennessee, donde pasó dos temporadas. En la segunda de ellas fue el segundo mejor anotador de su equipo, promediando 12,8 puntos por partido, a los que añadió 4,7 rebotes y 2,8 asistencias.
En 2019 accedió a la División I de la NCAA, y jugó dos temporadas con los Tigers de la Universidad Estatal de Tennessee en un intervalo de tres años, ya que la temporada 2020-21 la pasó en blanco debido a una lesión. Promedió 12,3 puntos, 3,9 rebotes y 2,7 asistencias por partido. Fue incluido en ambas en el segundo mejor quinteto de la Ohio Valley Conference.
El 22 de abril de 2022 fue transferido, como jugador graduado, a los Broncos de la Universidad de Santa Clara. Allí jugó los tres primeros partidos de la temporada, promediando 10,0 puntos, pero sufrió una grave lesión que le hizo perderse la temporada completa. Dicha lesión hizo que pudiera jugar un año más, en el que acabó promediando 13,2 puntos, 4,4 rebotes y 1,7 asistencias por partido.

### Profesional
Tras no ser elegido en el Draft de la NBA de 2024, firmó su primer contrato profesional el 15 de septiembre, con el Elitzur Maccabi Netanya de la Ligat ha'Al israelí.